# Semana Santa en Madrid
Semana Santa en Madrid es la celebración popular de la pasión, muerte y resurrección de Cristo en la capital de España. Esta manifestación de religiosidad popular católica es llevada a cabo por un grupo de hermandades, cofradías, congregaciones y esclavitudes, algunas con varios siglos de historia que realizan procesiones en las que portan imágenes sagradas que representan distintos momentos de la pasión de Cristo y de los dolores de María, su madre.

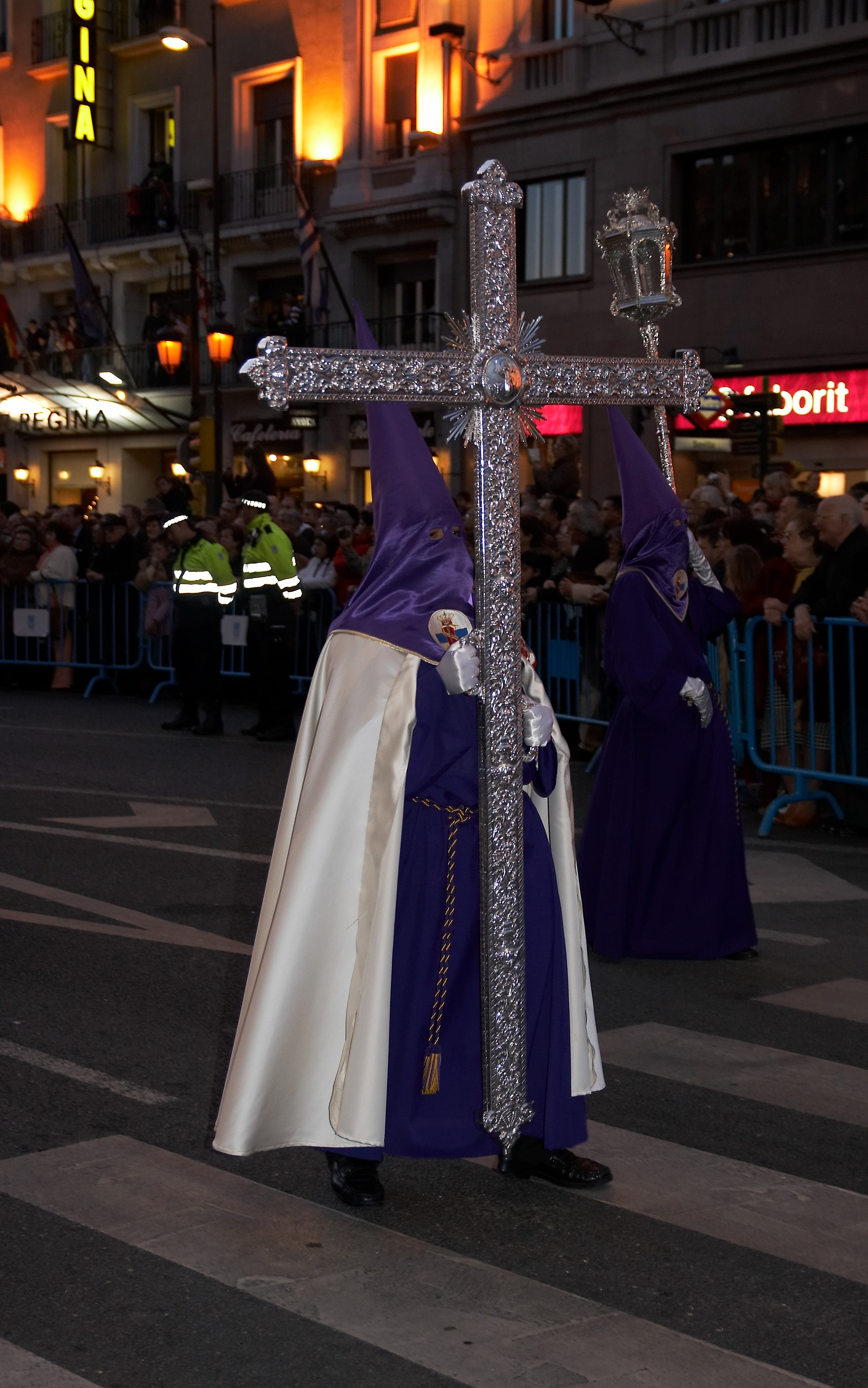
Cruz de Guía y ciriales de la Archicofradía de Jesús de Medinaceli

## Historia
Los orígenes de la celebración de la Semana Santa en Madrid son coincidentes en el tiempo con los de otras villas y ciudades de España. La Cofradía de la Vera Cruz, hoy desaparecida, ya existía hacia 1500, y vinculada al convento de San Francisco el Grande llevaba una vida muy activa, manifestando penitencia pública. La Vera Cruz no era la única cofradía: Madrid contaba con cerca de 40 hermandades de devoción y penitenciales hacia 1560. Las actividades que realizaban era de culto, asistenciales, a través de la gestión de los hospitales, sociales y laborales, pues su relación con los gremios era muy estrecha.
A partir de que Felipe II instale la corte del reino en Madrid en 1561, las cofradías conocieron un periodo de esplendor que coincide con el desarrollo del Concilio de Trento, que apoyo este tipo de manifestaciones públicas y la eclosión del barroco en la capital. La vinculación de la Semana Santa con la corte fue larga y fructífera pero también condicionó el desarrollo de las hermandades ya que en Madrid más que en ningún otro lugar de España acusaron las hermandades los vaivenes políticos. Se fundan en este siglo, entre otras muchas, la Cofradía de la Sagrada Pasión, la Hermandad de los Siete Dolores y la Hermandad de Nuestra Señora de la Soledad.
Durante los siglos XVII y XVIII se organizan en Madrid solemnes procesiones con la participación activa de los gremios de artesanos de la villa, y su paso ante el rey y la corte dotaban de grandeza e importancia a los desfiles. En 1654 se funda la Congregación del Cristo del Desamparo o de Fariñas. En 1710 se funda la Congregación de Jesús Nazareno (Madrid), cuya imagen titular es sin duda la imagen cristífera más importante y de más devoción de Madrid. Durante el siglo XVIII se inicia una lenta decadencia en estas celebraciones, en parte debida al abandono de los gremios de las procesiones, por resultar muy costosas, en parte debida a la nueva mentalidad ilustrada, muy influyente en la corte. Con la restricción y supresión de las manifestaciones de penitencia externa tales como los disciplinantes que promulgó el rey Carlos III en 1777, la Semana Santa de Madrid conoce un gran abandono.
En 1805, el Consejo del Rey decide unificar todas las procesiones existentes en una sola, que recorría las calles en la tarde del Viernes Santo. En ella tomaban parte la inmensa mayoría de los pasos y cofradías existentes. El objetivo era eliminar los desórdenes que hasta entonces se producían la paso de las cofradías, debido al proceso de abandono en que se veía sumidas desde finales del siglo anterior. Esta procesión única se mantuvo hasta el siglo XX. La acusada decadencia de la Semana Santa madrileña se vio acentuada por la desamortización de Mendizábal, que desposeyó de muchos de sus bienes a las cofradías, empeorando su economía y medios. Durante la Restauración, se observa una tímida mejora, y se incorporan a la Procesión del Viernes Santo nuevos grupos escultóricos, algunos de notable relevancia artística.
La guerra civil española (1936 - 1939) afectó muy negativamente a la Semana Santa de Madrid pues muchos pasos se perdieron. A partir de 1939, las cofradías se encontraron con la doble tarea de recuperar el patrimonio artístico perdido y devolver a la Semana Santa el esplendor perdido siglos atrás. Se fundaron en Madrid numerosas hermandades y se incorporaron nuevos pasos. De esta etapa hay que destacar a la Hermandad de los Cruzados de la Fe, que prácticamente en solitario relanzaron la pasión de Madrid. Otras hermandades nacidas en esta época fueron la Hermandad de la Cinematografía, la Hermandad de Jesús del Gran Poder y de la Esperanza Macarena, la Hermandad del Divino Cautivo o la de Jesús de los Trabajos. Esta reactivación de la vida cofrade fue sin embargo efímera y sufrió los vaivenes políticos de su tiempo. Con los cambios sociales que vinieron a partir de la década de 1960, en las etapas finales del Franquismo, muchas hermandades y procesiones desaparecieron por falta de participantes. Sólo en el último cuarto de siglo se aprecia una recuperación del fenómeno cofrade y aumenta la participación. Se fundan nuevas hermandades: los Estudiantes, los Gitanos, la Borriquita y las Tres Caídas; se reanudan cofradías cuya actividad había cesado hacía décadas, como la Congregación del Cristo de los Alabarderos, se incorporan nuevos pasos y se aprecia una reorganización en muchas de las cofradías existentes, que mejoran su vida de hermandad y los desfiles penitenciales que venían realizando.

## Hermandades, Cofradías y Congregaciones

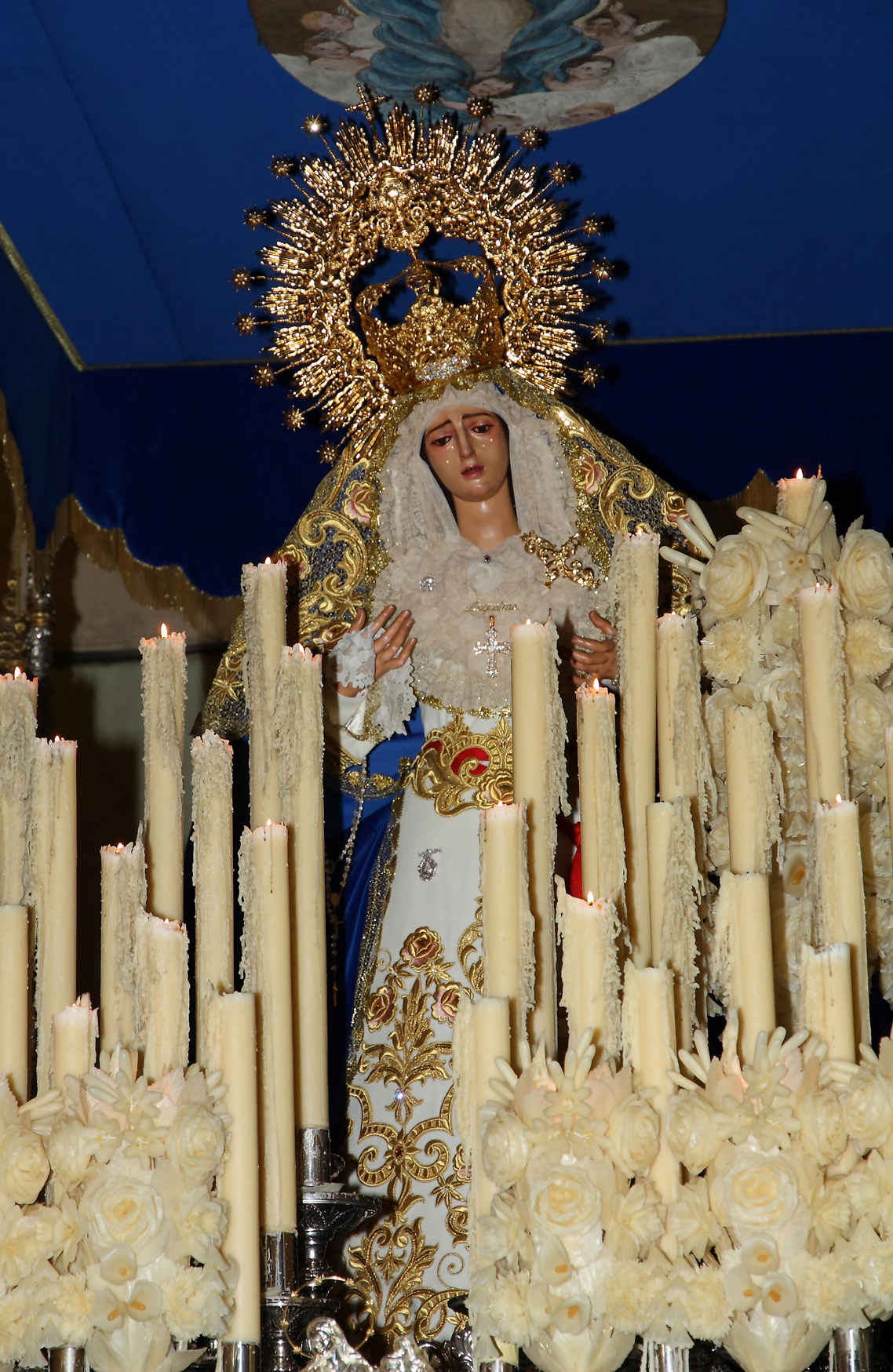
Virgen de las Angustias de la Hermandad de los Gitanos, obra de Ángel Rengel.

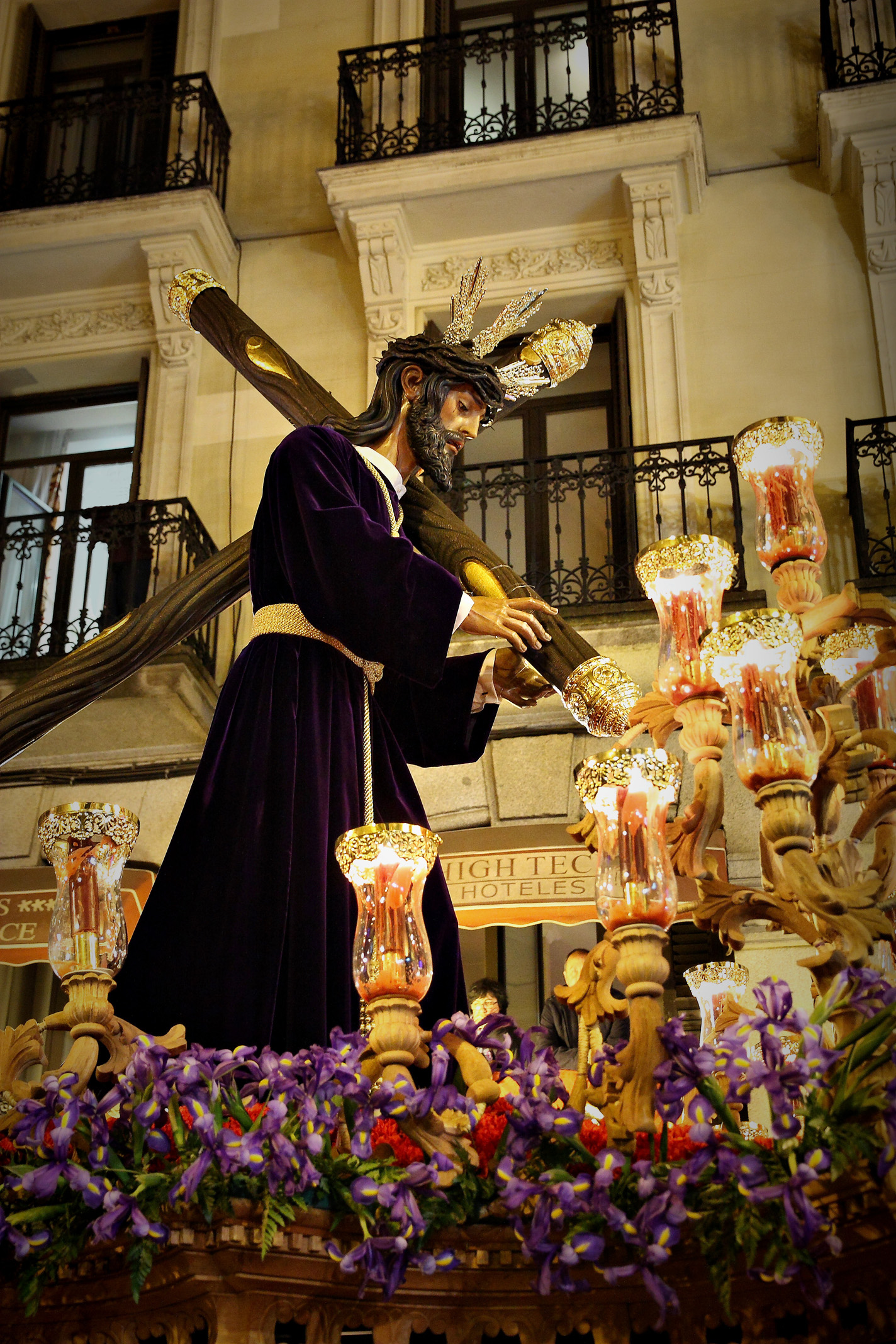
Nuestro Padre ´Jesús de la Salud de la Hdad. de los Gitanos

Dado el tamaño y extensión del núcleo urbano de Madrid, nos referimos aquí a las Hermandades que tienen su sede canónica en el centro histórico.

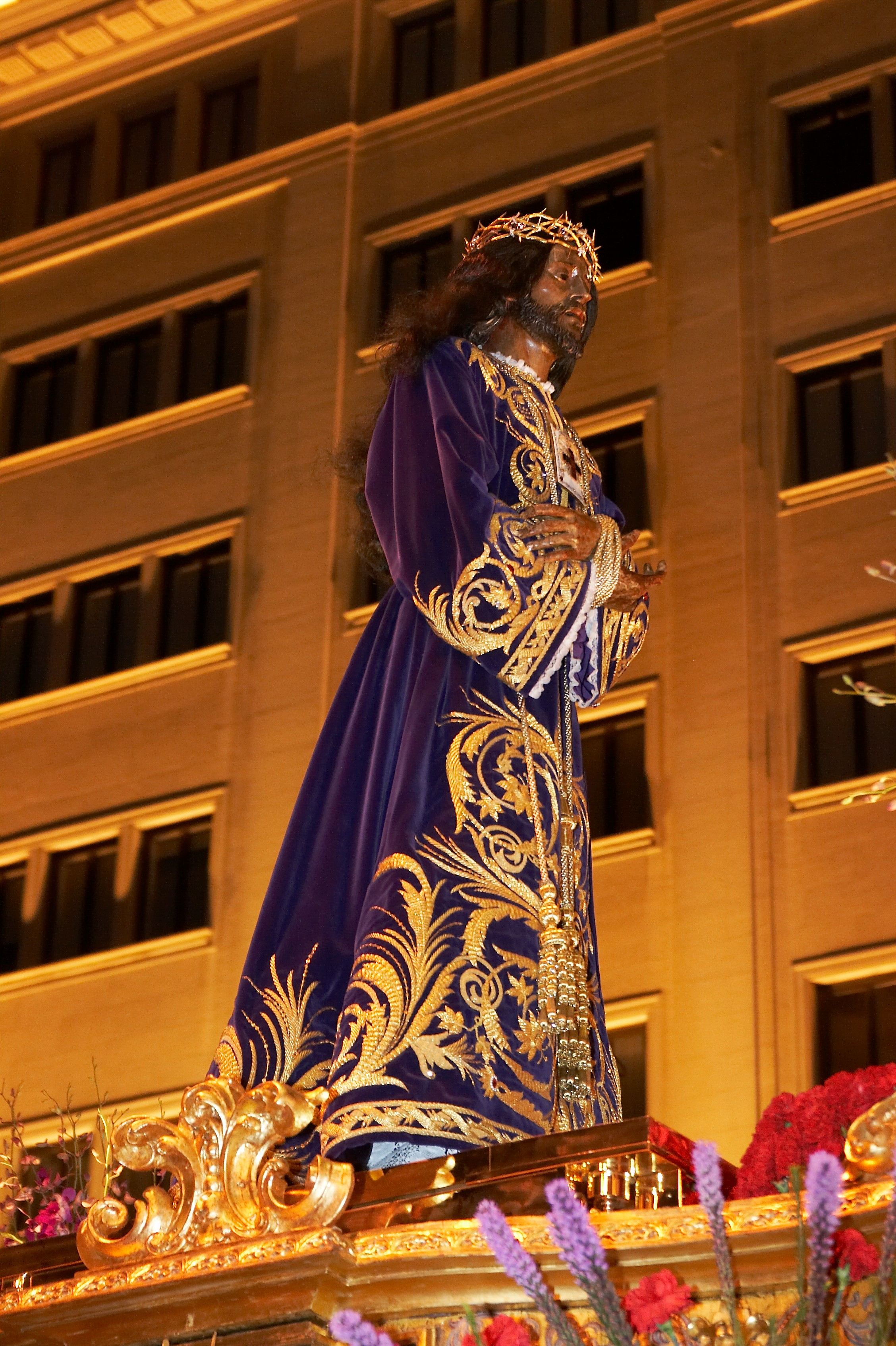
Nuestro Padre Jesús de Medinaceli por las calles de Madrid.

- Pontificia, Real y Primitiva Archicofradía del Glorioso Patriarca San José, Santísimo Cristo de la Vida Eterna y María Santísima de la Paz (Santo Entierro). Fundada en 1451.
- Real Congregación de Esclavos de María Santísima de los Siete Dolores, Cristo de la Agonía y Descendimiento de la Santa Cruz, fundada en 1591.
- Archicofradía Primaria Nacional de la Real e Ilustre Esclavitud de Nuestro Padre Jesús Nazareno (Medinaceli). Fundada en 1710.
- Real e Ilustre Congregación de Nuestra Señora de la Soledad y Desamparo. Fundada en 1734.
- Muy Ilustre, Primitiva y Fervorosa Hermandad y Cofradía de Nazarenos de Jesús Nazareno el Pobre y María Santísima del Dulce Nombre en su Soledad (El Pobre). Fundada en 1812.
- Hermandad del Silencio y Cofradía de Nazarenos del Santísimo Cristo de la Fe, Nuestro Padre Jesús del Perdón y María Santísima de los Desamparados Fundada en 1940.
- Real, Ilustre y Fervorosa Hermandad y Cofradía de Nazarenos de Nuestro Padre Jesús del Gran Poder y María Santísima de la Esperanza Macarena. Fundada en 1941.
- Real Hermandad y Cofradía de Nazarenos de Nuestro Padre Jesús el Divino Cautivo. Fundada en 1945.
- Hermandad Sacramental y Cofradía de Nazarenos del Stmo. Cristo de la Fe, María Santísima Inmaculada, Madre de la Iglesia y Arcángel San Miguel (Los Estudiantes). Fundada en 1990.
- Hermandad y Cofradía de Nazarenos de Nuestro Padre Jesús de la Salud y María Santísima de las Angustias (Los Gitanos). Fundada en 1996.
- Congregación del Santísimo Cristo de la Fe, Cristo de los Alabarderos, y María Inmaculada, Reina de los Ángeles (Los Alabarderos). Fundada en 1632, retomada la tradición en 2002 (no refundada).
- Hermandad Sacramental y Penitencial Cofradía de Nazarenos de Ntro. Padre Jesús del Amor en su Entrada Triunfal en Jerusalén, María Stma. de la Anunciación y Ntra. Sra. del Rosario, Patriarca Glorioso y Bendito Señor San José (La Borriquita). Fundada en 2014, comenzó su actividad como prohermandad en 2011.
- Hermandad Sacramental y Cofradía de Nazarenos del Santísimo Cristo de las Tres Caídas, Nuestra Señora de la Esperanza y San Juan Evangelista. Fundada en 2017, su actividad como prohermandad comenzó un año antes.
- Hermandad del Santisimo Cristo de la Fe y la Salud y Ntra. Señora María Santisima de la Paz. Fundada en 2021.

## Procesiones[5]
Las procesiones de Madrid se concentran en 5 días de la Semana Santa: Viernes de Dolores, Domingo de Ramos, Miércoles, Jueves, Viernes y Sábado Santo. En los días intermedios de la semana no se celebran desfiles. La mayoría de las hermandades madrileñas realiza una sola procesión durante la Semana Santa, habitualmente el mismo día y hora de la semana mayor, siguiendo el itinerario que cada una acostumbra.

### Viernes de Dolores
Procesión de la Hermandad y Cofradía del Cristo de la Preciosa Sangre, procesionan por las distintas calles del barrio de la Fortuna las imágenes de Nuestro Padre el Cristo de la Preciosa Sangre y su Madre Nuestra Señora La Virgen De Los Dolores. 
Comienza a las 20:45h desde la Parroquia de San Fortunato para seguir procesionando por la calle San Fernando, Avenida de la Libertad, Calle del Carmen, Calle San José, Calle Fátima, Avenida de La Libertad para finalizar con el encuentro entre el Cristo de la Preciosa Sangre y Nuestra Madre La Virgen de los Dolores. Dicho sea de este encuentro que según la tradición estos titulares son los únicos que se encuentran frente a su templo. 

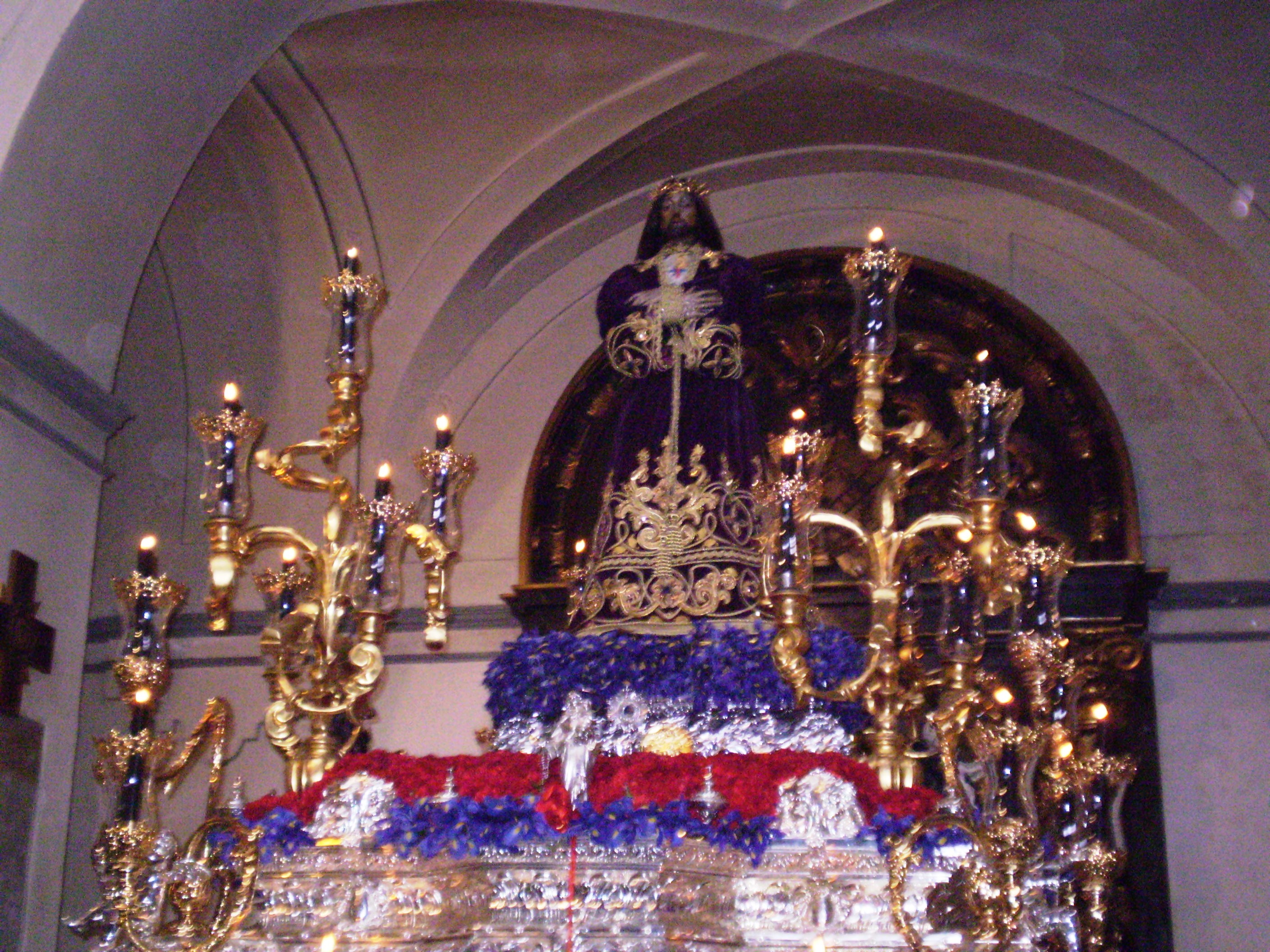
Jesús el Pobre en su paso el Jueves Santo

### Domingo de Ramos
- Procesión de la Borriquita. Sale la tarde del Domingo de Ramos, desde la Catedral de Santa María la Real de la Almudena, en la calle Bailén n.º 10, con el siguiente recorrido:Calle Bailén, calle Mayor, calle Factor, calle Biombo, calle San Nicolás, calle Juan de Herrera, calle Calderón de la Barca, travesía Señores de Luzón, calle de los Señores de Luzón, plaza de Santiago, calle de Santiago, costanilla de Santiago, plaza Las Moreras, plaza de Herradores, calle de las Fuentes, calle de los Donados, calle Flora, calle de San Martín, plaza de las Descalzas, calle de la Misericordia, calle de Maestro Victoria, calle Rompelanzas, calle del Carmen, calle de la Salud, calle de las Tres Cruces, calle de Valverde, calle de la Puebla, calle Corredera Baja de San Pablo, plaza de San Ildefonso.
- Procesión de los Estudiantes. Sale a las 18:30 de Basílica Pontificia de San Miguel para seguir por calle San Justo, plaza del Cordón, calle del Cordón, plaza de la Villa, calle Mayor, calle de Calderón de la Barca, calle de Juan de Herrera, calle de San Nicolás, calle de la Cruzada, plaza de Santiago, plaza de Ramales, plaza de Oriente, calle de Carlos III, calle de la Independencia, calle del Lazo, calle de la Unión, calle del Conde de Lemos, calle del Espejo, calle de Santiago, calle de los Milaneses, plaza de San Miguel, plaza del Conde de Barajas, calle de Gómez de Mora, calle San Justo y puerta principal de la Basílica de San Miguel. Dos pasos.
- Procesión del Cristo de la Fe y la Salud: Sale a las 17:00 h y finaliza a las 21:00 h. Itinerario: Hospital del Niño Jesús (puerta de la C/ Pío Baroja) | Avenida de Menéndez Pelayo | Calle del alcalde Sainz de Baranda | Calle de Antonio Arias | Calle de Ibiza donde será bendecida la imagen por el párroco de la Iglesia de San Vicente Ferrer | Calle de Ibiza | Avenida de Menéndez Pelayo | Calle Pío Baroja.

### Miércoles Santo
- Procesión de los Gitanos. Sale a las 20:15 de la Parroquia de Ntra. Sra. del Carmen para seguir por calle Salud, calle del Carmen, Puerta del Sol, calle Correo, calle La Paz, calle de la Bolsa, plaza de Jacinto Benavente, calle Atocha, Iglesia de Santa Cruz (estación de Penitencia), calle Atocha, plaza de la Provincia, calle Gerona, Plaza Mayor, calle Sal, calle Postas, calle San Cristóbal, Travesía de Arenal, calle Arenal, plaza de Celenque, calle Tetuán, calle del Carmen , calle Salud, Parroquia de Nuestra Señora del Carmen y San Luis Obispo. Dos pasos.

- Procesión de las Tres Caídas. Salida (20:45) Plaza de San Andrés, Calle del Almendro, Calle    del Pretil de Santisteban, Calle del Nuncio (Estación de Penitencia Iglesia de San Pedro el Viejo) (22:15), Calle del Nuncio, Plaza de Puerta Cerrada, Calle Gómez de Mora, Plaza   Conde de Barajas, Calle Maestro de la Villa, Calle Cuchilleros,    Cava de San Miguel, Calle de Ciudad Rodrigo, (00:00)Plaza Mayor, Calle la Sal, Calle Postas, Calle Zaragoza, Calle la Fresa, Plaza  de las Provincias, Calle del Salvador, Calle Lechuga, Calle Imperial, Calle Toledo, Calle Latoneros, Plaza de Puerta Cerrada, Calle de la Cava Baja, Plaza del Humilladero, Plaza de San Andrés. Entrada (1:30).

### Jueves Santo
- Procesión del Padre y Dulce Jesús Nazareno El Pobre y María Santísima del Dulce Nombre en su Soledad. Sale a las 18:00 de la Iglesia de San Pedro con el siguiente itinerario, en 2025:
  - Salida: Plazuela de Jesús “El Pobre”, Calle del Nuncio, Plaza de Puerta Cerrada, Calle San Justo, Plaza del Cordón, Calle del Cordón, Plaza de la Villa, Calle Mayor, Calle Bailén, Estación de Penitencia en la Catedral de Santa María la Real de la Almudena, Calle Bailén, Calle Requena, Plaza de Ramales, Calle de Santiago, Plaza de Santiago, Calle de Santiago, Calle Milaneses, Calle Mayor, Plaza de San Miguel, Calle Conde de Miranda, Plaza de Conde de Barajas, Calle Gómez de Mora, Calle del Nuncio, Plazuela de Jesús “El Pobre”.
  - Entrada: Iglesia de San Pedro "El Viejo".  Dos pasos.

- Procesión del Divino Cautivo (Barrio Salamanca). Sale a las 19:00 del Colegio Calasancio y sigue por calle José Ortega y Gasset, calle Juan Bravo, estación de Penitencia en la Parroquia de Nuestra Señora del Pilar, calle Juan Bravo, calle Príncipe de Vergara, estación de Penitencia en el Convento de Nuestra Señora de las Maravillas, calle Goya, calle Conde de Peñalver, estación en la parroquia de Nuestra Señora del Rosario de Filipinas, calle José Ortega y Gasset, Colegio Calasancio. Un paso.

- Procesión del Gran Poder y la Macarena. Sale a las 20:00 de la Real Colegiata de San Isidro y continúa por calles de Toledo, Colegiata, Duque de Rivas, Concepción Jerónima, plaza de Segovia Nueva, plaza de Puerta Cerrada, calle de San Justo-Palacio Arzobispal-, plazuela del Cordón, calle del Cordón, plaza de la Villa, calle de Señores de Luzón, plaza de Santiago, calles de Santiago y Milaneses, plaza de San Miguel, calle del Conde de Miranda, plazuela del Conde de Miranda (aquí realiza la Hermandad su Estación de Penitencia ante el Monumento del Monasterio del Corpus Christi, vulgo ”de las Carboneras”) plaza del Conde de Barajas, calle del Conde de Miranda, plaza de San Miguel, Travesía de Bringas, calle Mayor, calle de Esparteros, plazas de Santa Cruz y de las Provincias, calle Salvador, calles de Concepción Jerónima y de Toledo, Colegiata de San Isidro. Dos pasos.

### Viernes Santo
- Procesión de Jesús de Medinaceli. Sale a las 19:00 de la Basílica del Cristo de Medinaceli para seguir por la Plaza de Jesús, Calle del Duque de Medinaceli, Carrera de San Jerónimo, Puerta del Sol, Calle de Alcalá, Plaza de Cibeles, Paseo del Prado, Plaza de Cánovas del Castillo, Carrera de San Jerónimo, Calle del Duque de Medinaceli, Plaza de Jesús y Basílica del Cristo de Medinaceli. Dos pasos.
- Procesión del Cristo de los Alabarderos. Sale a las 19:00 del Palacio Real por la Puerta del Príncipe y sigue por la Plaza de Oriente, Calle Bailén, Calle Mayor, Calle del Sacramento, Plaza del Cordón, Calle del Cordón, Plaza de la Villa, Calle Mayor, Calle Ciudad Rodrigo, Plaza Mayor, Calle de la Sal, Calle Postas, Calle San Cristóbal, Calle Mayor, Calle de los Milaneses, Plaza de Santiago, Calle de Santiago, Plaza de Ramales, Calle de San Nicolás, Calle Mayor y Catedral de las Fuerzas Armadas. Un paso.
- Procesión del Santo Entierro. Sale a las 20:30 de la Iglesia de Santa Cruz para seguir por la Calle de Atocha, Plaza de Jacinto Benavente, Calle de Carretas, Puerta del Sol, Calle Mayor, Calle Ciudad Rodrigo, Plaza Mayor, Calle Gerona, Plaza de la Provincia e Iglesia de Santa Cruz. Dos pasos.
- Procesión del Divino Cautivo. Sale a las 19:30 de la Iglesia de Santa Cruz y sigue por la Plaza de Santa Cruz, Plaza de la Provincia, Calle Imperial, Calle Toledo, Calle Tintoreros, Calle Cuchilleros, Plaza del Conde de Barajas, Calle del Conde de Miranda, Calle Mayor, Calle Ciudad Rodrigo, Plaza Mayor, Calle Gerona, Plaza de la Provincia e Iglesia de Santa Cruz. Un paso.
- Procesión de los Siete Dolores. Sale a las 19:30 de la Iglesia de Santa Cruz y continúa por Plaza de Santa Cruz, Plaza de la Provincia, Calle Imperial, Calle Toledo, Calle Tintoreros, Calle Cuchilleros, Plaza del Conde de Barajas, Calle del Conde de Miranda, Plaza del Conde de Miranda, Estación en el Convento de las RR. MM. Jerónimas (Carboneras), Calle del Codo, Plaza de la Villa, Calle Mayor, Calle Ciudad Rodrigo, Plaza Mayor, Calle Gerona, Plaza de la Provincia e Iglesia de Santa Cruz. Un paso.

### Sábado Santo
- Procesión de la Soledad. Es precedida por un desfile de tambores que sale a las 16:00 de Iglesia de la Concepción de Calatrava (Calle Alcalá, 25 Madrid) siguiendo por Plaza del Conde de Miranda, Calle Puñonrostro, Calle Sacramento, Calle del Cordón, Plaza de la Villa, Calle Mayor, Calle de Bordadores, Plazuela de San Ginés, Pasadizo de San Ginés, Calle del Arenal y Parroquia de San Ginés, desde donde se realiza la salida procesional de la Imagen de Ntra. Sra. de la Soledad y Desamparo a las 16:30. Continúa por Calle del Arenal, Plaza de Isabel II, Calle de Vergara, Plaza de Ramales, Calle de Santiago, Plaza de Santiago, Calle de los Milaneses, Calle Mayor, Puerta del Sol, Calle del Arenal, Parroquia de San Ginés. La Imagen del cristo Yacente sale del Monasterio de la Encarnación a las 16:30 y se incorpora al desfile general por la Calle de San Quintín, Calle de Pavía, Plaza de Oriente, Calle de Lepanto y Plaza de Ramales continuando junto a la Virgen de la Soledad hasta la Parroquia de San Ginés. Dos pasos.

## Imaginería

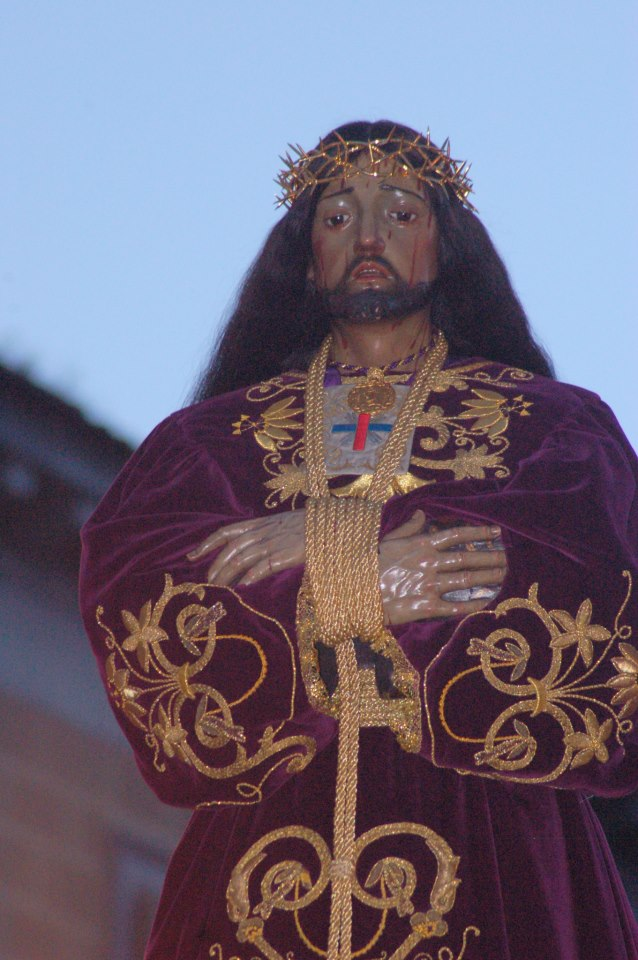
Imagen de Jesús Nazareno El Pobre de Madrid

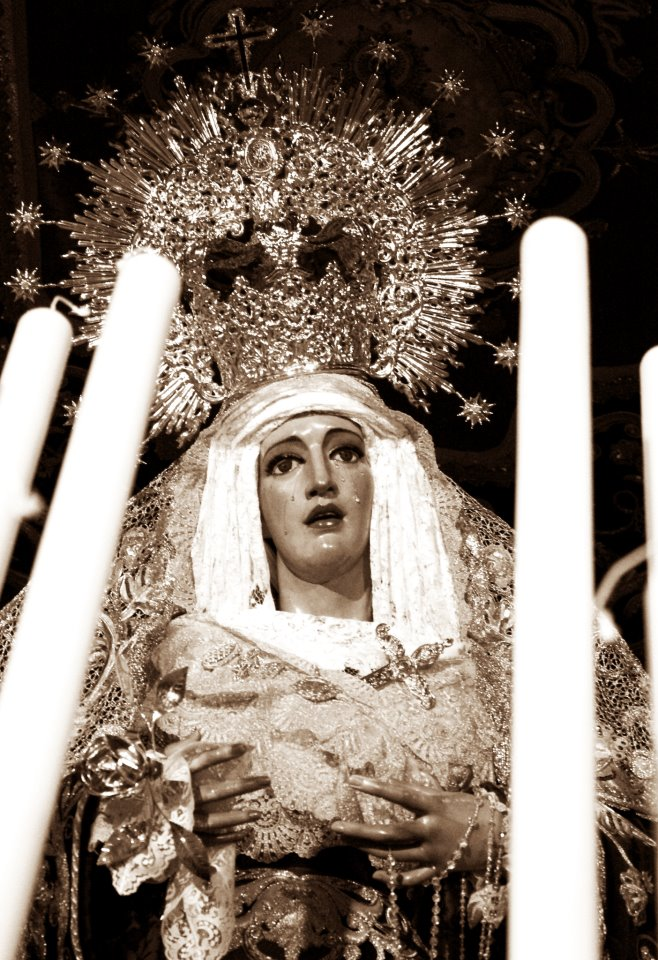
María Santísima del Dulce Nombre

Madrid cuenta con una valiosa imaginería religiosa pasionista. Hay que tener en cuenta que es reducida en número de imágenes ya que algunas notables obras se perdieron durante la Guerra Civil. Algunas fueron sustituidas por copias modernas. Entre las imágenes más destacadas se encuentran:

### Imágenes del periodo barroco
- Nuestro Padre Jesús Nazareno Cautivo y Rescatado, vulgo "de Medinaceli". Atribuida a Francisco de Ocampo y realizado en la primera mitad del siglo XVII.
- Nuestro Padre Jesús Nazareno "El Pobre", Antonio Primo. 1775.
- Santísimo Cristo de la Fe y del Perdón. Luis Salvador Carmona, siglo XVIII
- Nuestra Señora de la Soledad y Desamparo. Anon. siglo XVIII

### Imágenes delsigloXX
- Nuestro Padre Jesús del Gran Poder, obra de Fernández-Andes en 1941.
- María Santísima de la Esperanza Macarena, obra de Antonio Eslava Rubio en 1941.
- Santísimo Cristo de la Vida Eterna. Jacinto Higueras. 1941
- Santísimo Cristo de la Fe. José Capuz. 1945
- Nuestro Padre Jesús El Divino Cautivo. Mariano Benlliure. 1945
- Nuestra Señora de los Dolores en su Soledad. Rafael García Irurozqui, 1948
- María Santísima Inmaculada, Madre de la Iglesia. Juan Manuel Miñarro. 1996
- María Santísima de las Angustias. Ángel Rengel. 1996
- Nuestro Padre Jesús de la Salud. Ángel Rengel. 1996
- María Santísima del Dulce Nombre en su Soledad. Lourdes Hernández. 1999

### Imágenes delsigloXXI
- María Santísima de los Desamparados, obra de Francisco Romero Zafra.
- Nuestro Padre Jesús del Amor en su Entrada Triunfal en Jerusalén, obra de Ramón Martín.
- María Santísima de la Anunciación, obra de Antonio José Dubé Herdugo.
- Santísimo Cristo de las Tres Caídas, obra de Antonio José Labrador Jiménez.
- Nuestra Señora de la Esperanza, obra de Antonio José Labrador Jiménez.

## Pasos
Los pasos son las estructuras sobre la que se portan las imágenes en las procesiones. Suelen estar realizados por artistas o artesanos y su misión, además de la de facilitar el transporte, es la de dignificar y permitir una mejor vista de la imagen que portan. 

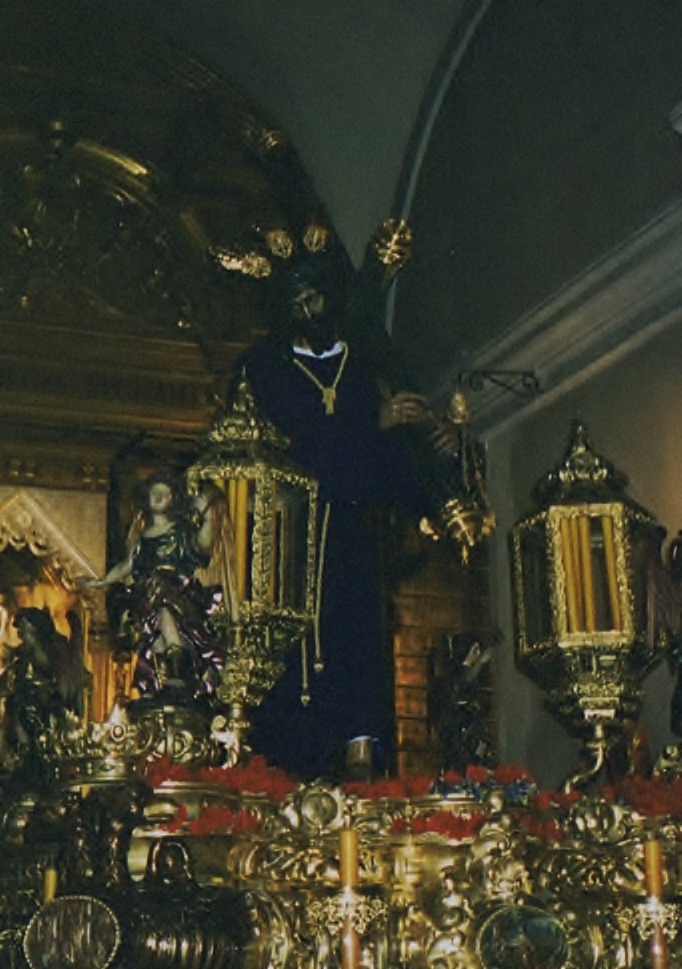
Paso de Jesús del Gran Poder dentro de la Colegiata de San Isidro

Entre los pasos más artísticos de Madrid podemos destacar:
- Paso de Jesús de Medinaceli, realizado en 1945 por Francisco Palma Burgos
- Paso de Jesús del Gran Poder, realizado en 1964 por Juan Pérez Calvo Ferún
- Paso del Cristo de la Fe y del Perdón, realizado en 1998 por Manuel Guzmán Bejarano
- Paso de María Inmaculada, Madre de la Iglesia, realizado en el año 2000 por Manuel de los Ríos (orfebrería) y Francisco Carrera (Bordados)
- Paso de Jesús Nazareno El Pobre, realizado en el año 2006 por Orovio de la Torre (orfebrería)
- Paso de María Santísima del Dulce Nombre en su Soledad, realizado por Manuel de los Ríos y Orovio de la Torre (orfebrería)
- Paso de Ntro. Padre Jesús de la Salud, diseñado por Antonio María Lebrero, ejecutado de ebanistería en los talleres de los Hermanos Caballero de Sevilla en 1999-2000. Ha sido tallado en diferentes fases siguiendo un nuevo diseño del tallista Gonzalo Merencio Álvarez durante 2003-2007
- Paso de María Stma. de las Angustias. El palio es diseño de Mariano Martín Santonja (2012), siendo los varales (1955) y respiraderos (1957-59) obra de Julio Martínez y José Jiménez en origen para la Had. de los Gitanos de Sevilla.

Los pasos de Madrid son portados de tres formas diferentes: 
- por costaleros: todos los hermanos se sitúan bajo el paso. Este apoya, mediante unos travesaños denominados palos en la cerviz de los cargadores. Así van portados de las imágenes de los Estudiantes, Gitanos, Gran Poder y Macarena y Silencio. Este es el medio habitual de la Semana Santa andaluza.

- por anderos : los hermanos cargan sobre sus hombros unos varales longitudinales, que exceden la longitud de la caja sobre la que se porta la imagen. Así van portados los pasos de Jesús el Pobre, María Stma. del Dulce Nombre, Siete Dolores, Jesús de Medinaceli, el Cristo de los Alabarderos, la Virgen de la Soledad y el Divino Cautivo. Este es el medio habitual de la Semana Santa de Castilla y León y de Málaga.

- empujados a ruedas. El paso en este caso se denomina carroza y va dirigido sobre ruedas con neumáticos. Los hermanos empujan el paso desde el exterior o desde el interior. Así van portados los pasos del Santo Entierro. Este es el sistema más frecuente en Valladolid.

## Música
Las procesiones de Madrid cuentan generalmente con acompañamiento musical tras las imágenes. Suelen salir en los cortejos bandas de música, agrupaciones musicales, bandas de cornetas y tambores y capillas musicales que interpretan marchas procesionales. También es frecuente el canto espontáneo de saetas. 

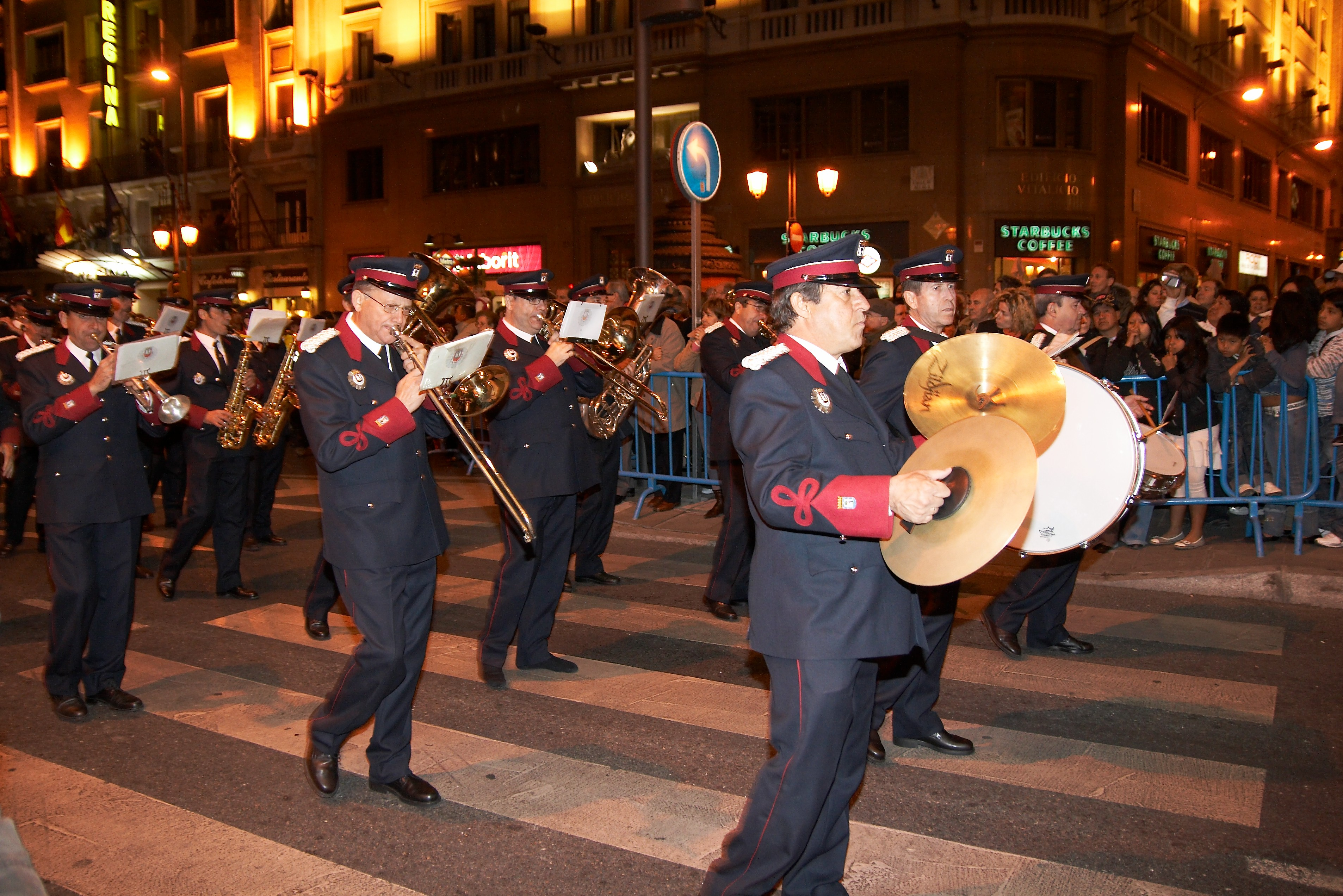
Banda de Música en la Semana Santa de Madrid

Algunas imágenes cuentan con marchas de procesión dedicadas:
- María Inmaculada, Madre de la Iglesia, de D. Abel Moreno, para banda de música, a la Virgen de los Estudiantes, 1997

- Macarena de Madrid, D. Patricio Gómez Valles, para banda de música, a la Virgen de la Esperanza Macarena, 1998

- Al Gitano de San Jerónimo, D. José María Sánchez Martín, para agrupación musical, dedicada a Ntro. Padre Jesús de la Salud, 2000.

- Nuestro Padre Jesús Nazareno "El Pobre", D. José Carracedo, para banda de música, dedicada a Ntro. Padre Jesús El Pobre.

- María Santísima de la Esperanza Macarena, de D. Enrique Damián Blasco, para banda de música, a la Virgen de la Esperanza Macarena, 2008

- Nuestra Señora de las Angustias Gitana, de D. Óscar Mosteiro Mesa, para banda de música, dedicado a la Virgen de las Angustias, 2011

- A Jesús El Pobre, para Agrupación Musical, dedicada a Jesús Nazareno El Pobre de Madrid, 2011.

- Tus Manos Morenas de Francisco Ortiz Morón, para agrupación musical, dedicado a Ntro. Padre Jesús de la Salud y estrenada el 23 de noviembre de 2013 por la A.M. Santa Marta y Sagrada Cena, “La Cena" de León.

- Anunciación de Amor de Francisco Ortiz, para banda de cornetas y tambores, dedicado a Nuestro Padre Jesús del Amor "La Borriquita", 2015.

- Rey de la Calle Nuncio, para Agrupación Musical, dedicada a la Hermandad de Jesús El Pobre y María Stma. del Dulce Nombre, 2019.

Cabe destacar que tanto la hermandad de Jesús "El Pobre" como la de las Tres Caídas tienen sección musical propia, siendo la primera la pionera en Madrid en tener una banda propia.